# Масиейра-де-Сарнеш
Масиейра-де-Сарнеш (порт. Macieira de Sarnes)  —  община (фрегезия) в Португалии,  входит в округ Авейру. Является составной частью муниципалитета  Оливейра-де-Аземейш. Находится в составе крупной городской агломерации Большое Авейру. По старому административному делению входил в провинцию Бейра-Литорал. Входит в экономико-статистический  субрегион Энтре-Доуру-и-Воуга, который входит в Северный регион. На 2001 год население составляло 2214 человека. Занимает площадь 4,52 км².